# Hun-Came (macula)

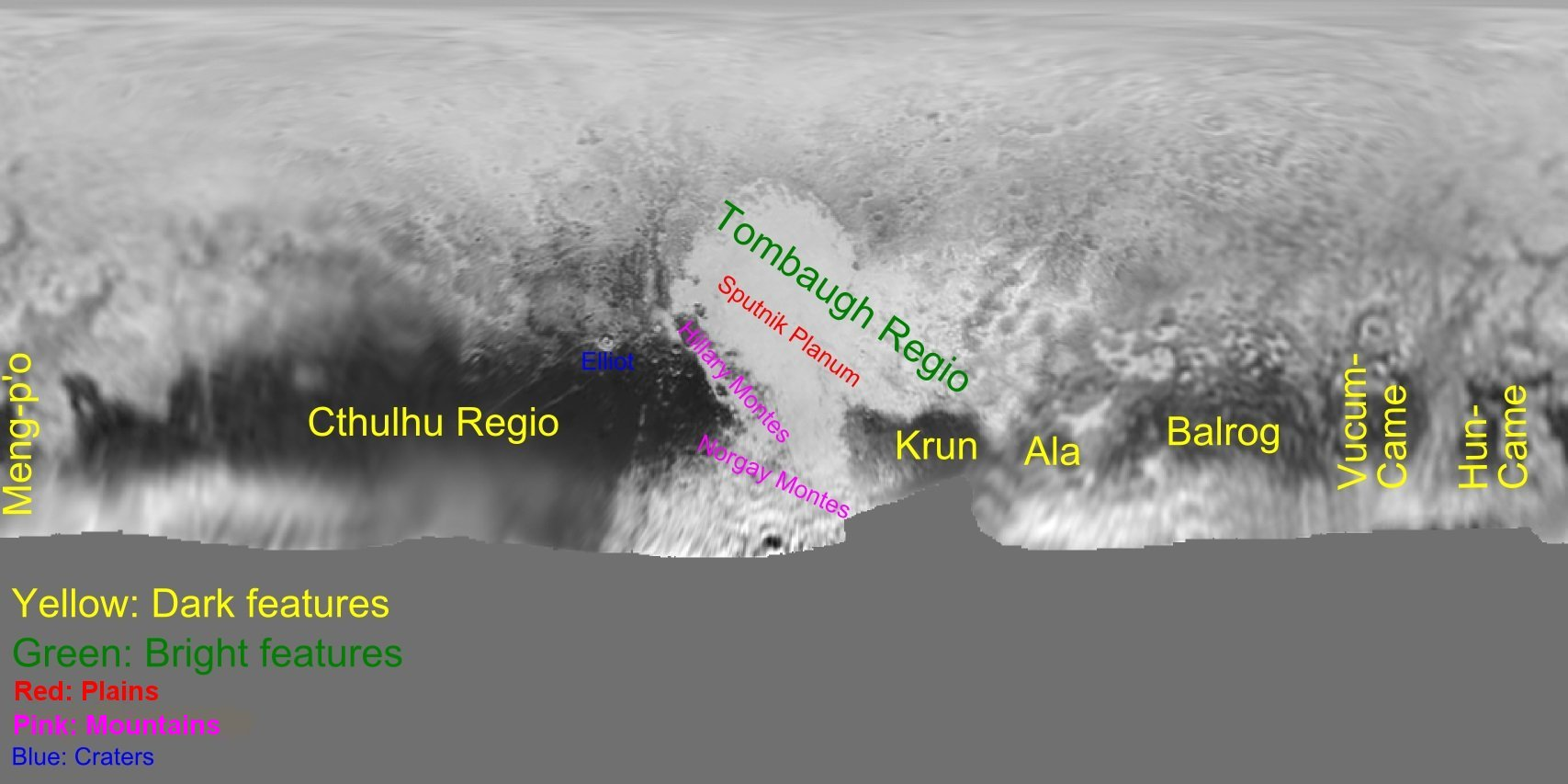
Cthulhu et le « poing américain » à la surface de Pluton. Hun-Came est à l'est de Vucub-Came et à l'ouest de Meng-p'o.

Hun-Came est l'une des maculae de la région du "poing américain", une série de taches équatoriales avec un faible albédo, apparaissant donc sombres, sur la planète naine Pluton.
Elle est nommée d'après Jun Kameh, l'un des dieux de la mort mayas dans le Popol Vuh,.